# Kayla Thornton
Kayla Thornton (* 20. Oktober 1992 in Deutschland) ist eine US-amerikanische Basketballspielerin aus der nordamerikanischen Profiliga Women’s National Basketball Association (WNBA).

## Karriere
Vor ihrer professionellen Karriere in der WNBA spielte Thornton von 2010 bis 2014 College-Basketball für die University of Texas at El Paso.
Thornton wurde beim WNBA Draft 2014 nicht ausgewählt. In der Saison 2015 unterschrieb sie bei den Washington Mystics und bestritt 10 Spiele. Für die Saison 2017 kehrte sie in die WNBA zurück und unterschrieb bei den Dallas Wings. Sie verbrachte sechs Spielzeiten in Dallas, bevor sie im Januar 2023 zur New York Liberty wechselte, mit denen sie in der Saison 2024 die WNBA-Meisterschaft gewinnen konnte.
Im Dezember 2024 wurde Thornton im Golden State Expansion Draft von den Golden State Valkyries an neunten Stelle verpflichtet.
Sie kommt auf den Positionen Power Forward und Small Forward zum Einsatz.